# Max Soth

Max Soth

Max Soth (* 13. Februar 1891 in Lockstedt; † 22. März 1974 ebenda) war ein deutscher Landwirt und Politiker (DNVP).

## Leben und Wirken
Max Soth entstammte einer evangelischen Familie aus Schleswig-Holstein. Von 1897 bis 1901 besuchte er die Volksschule in Lockstedt, später die Realschule in Kellinghusen und – bis zur Obersekunda – die Oberrealschule in Neumünster. Danach erlernte er den Beruf des Landwirtes im Betrieb seines Vaters und in fremden Betrieben in Oberstedt. Von 1911 bis 1912 leistete er als Einjährig-Freiwilliger Militärdienst beim Königlich Bayerischen Infanterie-Regiment „Kronprinz“ Nr. 2 in München. Im Anschluss arbeitete er erneut in der Landwirtschaft. Von 1914 bis 1918 nahm Soth als Zug- und Kompanieführer im Königlich Bayerischen Landwehr-Infanterie-Regiment Nr. 2 am Ersten Weltkrieg teil. Bei Kriegsende wurde er als  Oberleutnant der Reserve aus dem 2. Bayerischen Infanterie-Regiment entlassen. Für seine Verdienste wurde er mit dem Eisernen Kreuz I. und II. Klasse ausgezeichnet.
Nach dem Krieg übernahm Soth die Bewirtschaftung seines Erbhofes in Lockstedt. Außerdem wurde er Vorstandsmitglied beziehungsweise Vorsitzender in verschiedenen landwirtschaftlichen Organisationen und Verbänden (Viehzucht, Ackerbau, Genossenschaftswesen, Landbund, Parteiwesen usw.). Von 1928 bis 1930 gehörte Soth für die Deutschnationale Volkspartei (DNVP) als Abgeordneter des Wahlkreises 13 (Schleswig) dem Reichstag in Berlin an. Von März bis Oktober 1933 saß er als Abgeordneter im Preußischen Landtag. Daneben war er Vertrauensmann des Stahlhelm-Kampfbundes und der vaterländischen Verbände.
1933 trat Max Soth in die Nationalsozialistische Deutsche Arbeiterpartei (NSDAP) ein. Später nahm er noch am Zweiten Weltkrieg teil. Danach lebte er bis zu seinem Tod 1974 auf seinem Hof in Schleswig-Holstein.